# Transaction Capabilities Application Part
Het Transaction Capabilities Application Part, uit de ITU-T aanbevelingen Q.771-Q.775 is een protocol voor CCS 7 netwerken. TCAP heeft als belangrijkste doel het mogelijk maken van gelijktijdige communicatie-sessies tussen dezelfde subsystemen op dezelfde machines. Hierbij wordt gebruikgemaakt van Transaction IDs om de communicatie-sessies van elkaar te onderscheiden, vergelijkbaar met de manier waarop TCP-poorten het multiplexen van verbindingen tussen dezelfde IP-adressen op het internet mogelijk maakt.
TCAP wordt gebruikt voor het transporteren van INAP-berichten in intelligente netwerken, en van MAP-berichten in mobiele telefonienetwerken.